# Вулиця Дениса Січинського (Тернопіль)
Вулиця Дениса Січинського — одна з вулиць в місті Тернопіль. Названа на честь видатного українського композитора і хорового диригента, першого професора музики у Галичині, музично-громадського діяча, педагога, автора музики до пісні «Мир вам, браття, всі приносим».

## Відомості
Розпочинається від вулиці Кардинала Сліпого (Тернопіль), перетинає  вулицю Валову (Тернопіль), простягається до бульвару Т.Шевченка (Тернопіль). Вулиця Дениса Січинського простяглася паралельно вулиці Руській (Тернопіль) та вулиці Гетьмана Сагайдачного (Тернопіль).